# Universidad de Ciencias y Tecnologías de Togo
La Universidad de Ciencias y Tecnologías de Togo (en francés: Université des Sciences et Technologies du Togo o « USTTG »), es una universidad privada africana que tiene su sede en la ciudad de Lomé, la capital de Togo.
La USTTG es miembro de la Red de Universidades de Ciencias y Tecnologías de países del África subsahariana.